# Teoria sonicității

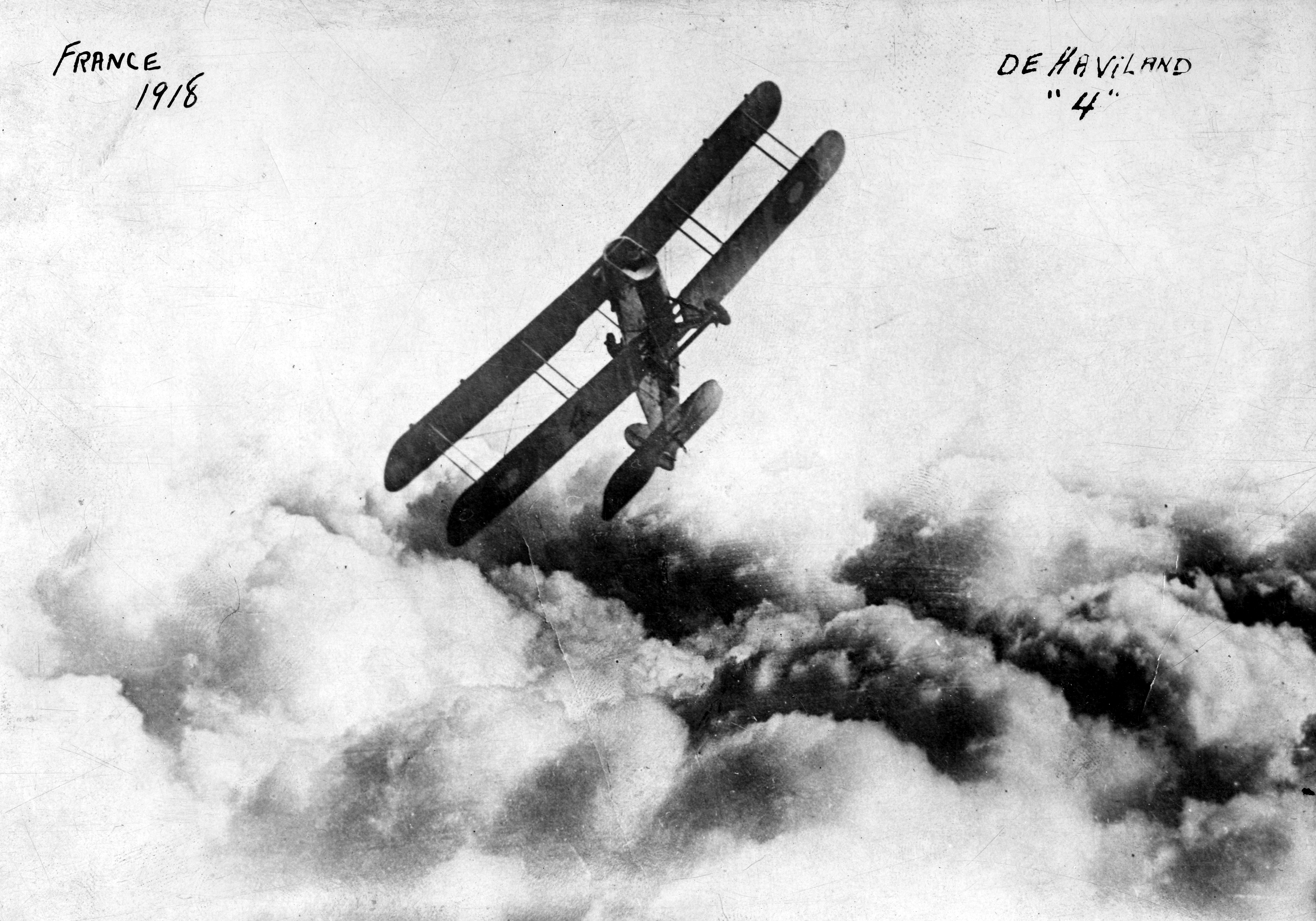
Escadrila 55 a RAF, formată din avioane Airco DH.4 (De Haviland 4) — primele avioane din serviciul activ echipate cu sincronizatorul Constantinescu–Colley — vin în Franța la 6 martie 1917

Teoria sonicității este o ramură a mecanicii mediilor continue care se ocupă de transmiterea energiei mecanice prin intermediul vibrațiilor. Teoria sonicității a fost publicată pentru prima dată în 1918 în cartea A treatise on transmission of power by vibrations de către Gogu Constantinescu, carte tradusă în limba română de Dionisie Germani și publicată în România în 1922.
„    Una dintre problemele fundamentale ale ingineriei mecanice este aceea de a a transmite energia disponibilă în natură, după o transformare potrivită, la un punct oarecare unde ea poate fi întrebuințată pentru a produce lucru util. 

    Metodele pentru a transmite energia, cunoscute cunoscute și practicate în inginerie, se pot cuprinde în general în două clase: (a) metoda mecanică, cuprinzând și pe cea hidraulică, pneumatică și prin cabluri; (b) metoda electrică.(…) 

    După noul sistem, energia se transmite de la un punct la altul, la o distanță care poate fi considerabilă, cu ajutorul imprimării unor variații periodice de compresiune sau întindere, care produc vibrații longitudinale în coloane solide, lichide sau gazoase. Energia se transmite prin aceste vibrații periodice de presiune și volum în direcție longitudinală și transmiterea aceasta poate fi caracterizată ca transmitere de putere prin unde sonore.”— Gogu Constantinescu, Teoria sonicității, p. 33
Ulterior au fost dezvoltate capitole derivate, privind electrosonicitatea, câmpurile sonore și termosonicitatea.
Teoria a deschis calea aplicațiilor privind curgerea compresibilă și a enunțat pentru prima oară teoria matematică a fluidelor compresibile. Legile descoperite de Constantinescu și folosite în sonicitate sunt aceleași cu cele folosite în electricitate.

## Sonicitatea
Sonicitatea este o ramură a fizicii și a tehnicii care se ocupă cu transmiterea energiei mecanice în masa lichidelor sau a solidelor prin intermediul vibrațiilor și al undelor elastice longitudinale care se propagă în masa fluidului sau solidului. Sistemele tehnice de transmitere a energiei mecanice prin sonicitate sunt similare, ca structură, cu cele de transmitere a energiei electrice. Sonicitatea are diverse aplicații: în sondajul de mare adâncime, în construcția sistemelor de transmisie pe avioane și nave etc.

## Tratat de transmisie sonică a energiei
Ediția a doua în limba română, cu titlul Teoria sonicității, începe cu o notă biografică, urmată de un studiu introductiv și cartea originală a lui Gogu Constantinescu, Tratat de transmisie sonică a energiei. Acesta din urmă are următoarele capitole:
I Introducere
II Principii fizice elementare
III Curenți sonici în tuburi scurte. Definiții
IV Efectele capacității, inerției, fricțiunii și perditanței în curenții sonici
V Curenți în conducte lungi
VI Curenți sonici în conducte lungi, ținând seama de fricțiune
VII Teoria deplasamentelor (en). Motoare
VIII Teoria ciocanelor mecanice
IX Curenți de înaltă frecvență. Considerarea liniilor de transmisie cu secțiune variabilă
X Linii încărcate
XI Transformatori
XII Aplicațiile sonicității

### Principii fizice elementare
{\displaystyle \,}
Dacă {\displaystyle v\,} este viteza cu care undele se propagă de-a lungul unei conducte, iar {\displaystyle n\,} numărul de rotații pe secundă al arborelui a, lungimea de undă {\displaystyle \lambda \,} este:
{\displaystyle \lambda ={\frac {v}{n}}\,}

Figura II

Dacă conducta are o lungime finită și este închisă în punctul r situat la o distanță care este multiplu de {\displaystyle \lambda \,}, și considerând că pistonul este mai scurt decât lungimea de undă, în punctul r unda este reflectată și se deplasează înapoi de-a lungul conductei.

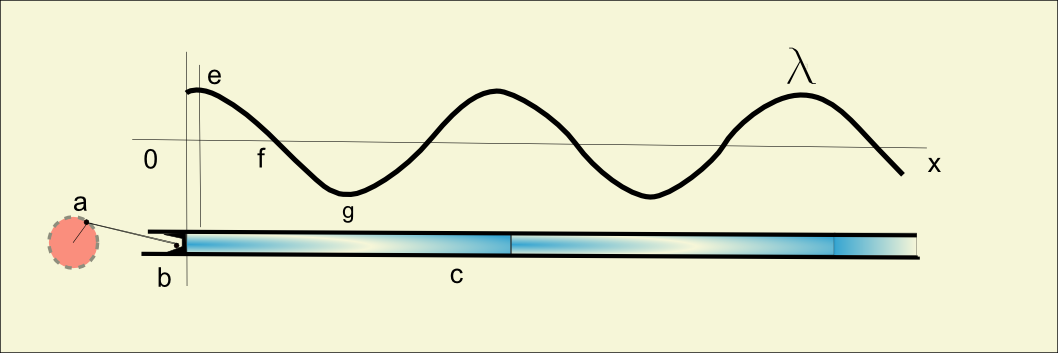
Figura I

Fie situația că arborele a se rotește uniform, determinând pistonul b să se deplaseze în conducta c, care este plină cu lichid. La fiecare mișcare a pistonului spre conductă se formează o zonă cu presiune înaltă, iar aceste zone, figurate pe desen ca umbre, se îndepărtează de piston de-a lungul conductei; Între fiecare două zone de presiune înaltă apare o zonă de presiune scăzută (v. figura). În fiecare punct al conductei presiunea va oscila între valori maxime și minime.
Dacă conducta are o lungime finită și este închisă în punctul r situat la o distanță care este multiplu de λ, și considerând că pistonul este mai scurt decât lungimea de undă, în punctul r unda este reflectată și se deplasează înapoi de-a lungul conductei. Dacă arborele continuă să se rotească cu turație constantă, pistonul va genera o zonă de presiune înaltă exact în momentul în care unda de presiune reflectată ajunge la piston, rezultând o presiune maximă dublă. Amplitudinea presiunii crește cu fiecare rotație până când conducta se sparge.

Figura III

Dacă în r în loc ca conducta să fie închisă este un piston m; acesta va fi acționat de unda de presiune cu frecvența generată de pistonul b; pistonul m va avea aceeași energie cu pistonul b. Dacă distanța dintre b și m nu este un multiplu de λ mișcarea pistonului m va fi defazată față de cea a pistonului b.

Figura IV

Dacă pistonul b furnizează mai multă energie decât consumă pistonul m, energia nepreluată de pistonul m va fi reflectată și se va acumula în conductă până aceasta se sparge. Dacă la conductă se atașează un vas d cu volum relativ mare față de cilindreea pistonului b, vasul va acționa ca un arc, preluând energia undelor de presiune înaltă directe și reflectate și o va restitui în perioadele de presiune scăzută. Presiunea medie în conductă va fi constantă, dar undele în conductă vor fi staționare, fără creștere de energie și fără ca presiunea să depășească presiunea limită.

Figura V

Undele create de mișcarea pistonului se deplasează în conducta eeee. Conducta este închisă în p, la distanța de exact o lungime de undă. Conducta are derivații la jumătate, trei sferturi și u lungime întreagă de undă. Dacă p și d sunt deschise, motorul l se va roti sincron cu motorul a. Dacă toate robinetele sunt închise, în conductă va apare o undă staționară cu valorile extreme la λ și λ/2, (punctele b și d), debitul va fi nul, iar valorile extreme ale presiunii vor depinde de capacitatea rezervorului f. Punctele de maximum și minimum nu-și vor schimba poziția în conductă și generatorul a nu va furniza energie. Dacă robinetul b este deschis, motorul m poate prelua energie din conductă, unda staționară dintre a și b fiind înlocuită cu o undă călătoare; iar între b și p unda va fi staționară. Dacă doar robinetul c este deschis, deoarece în acest punct presiunea este întotdeauna zero motorul n nu va putea prelua energie, iar unda va fi staționară. Dacă motorul este conectat într-un punct intermediar, el va putea prelua o parte din energie, iar unda va fi staționară, dar cu amplitudine redusă. Dacă motorul nu poate consuma toată energia furnizată de generatorul a, atunci în conductă vor fi atât o undă călătoare, cât și una staționară. În acest caz în conductă nu vor exista puncte unde variația presiunii să fie nulă, ca urmare un alt motor conectat în oricare alt punct al conductei va putea prelua o parte a energiei furnizate de a.

### Curenți sonici în tuburi scurte. Definiții
Curgeri alternative
Pentru o curgere alternativă în conducte, notând cu:
{\displaystyle s\,} – secțiunea conductei, în m2;
{\displaystyle v\,} – viteza instantanee (momentană) a fluidului, în m/s;
{\displaystyle i\,} – debitul instantaneu de lichid (numit în continuare curent), în m3/s,
se poate scrie expresia curentului:
{\displaystyle i=vs\,}
Se admite că curentul de fluid este produs de un piston având o mișcare armonică simplă într-un cilindru cu secțiunea {\displaystyle S\,}.
Notând cu
{\displaystyle r\,} – raza manetonului arborelui, în m;
{\displaystyle \omega \,} – viteza unghiulară a arborelui (pulsația), în radiani/s;
{\displaystyle n\,} – turația arborelui, în rotații/s;
se poate scrie expresia curentului istantaneu de fluid din conductă:
{\displaystyle i=I\sin {(\omega t+\varphi )}\,}
unde:
{\displaystyle I=\omega rS\,} – debitul maxim de fluid = amplitudinea curentului, în m3/s;
{\displaystyle t\,} – timpul, în s;
{\displaystyle \varphi \,} – unghiul de defazaj, în radiani.
Notând cu:
{\displaystyle T\,} – perioada oscilației (o rotație completă a arborelui)
atunci:
{\displaystyle \omega =2\pi n\,}
și:
{\displaystyle n={\frac {1}{T}}}
Curentul eficace va avea expresia:
{\displaystyle I_{ef}^{2}={\frac {1}{T}}\int _{0}^{T}i^{2}\,dt}
iar viteza eficace va fi:
{\displaystyle v_{ef}={\frac {I_{ef}}{s}}}
Volumul deplasat {\displaystyle \delta \,} va fi:
{\displaystyle \delta =2rS=2{\frac {I}{\omega }}}

### Capacitate, inerție, frecare, pierderi
Presiunea alternativă
Presiunea alternativă (presiunea sonică) are o expresie similară curentului alternativ din electricitate.
Într-o conductă în care există o curgere se poate scrie:
{\displaystyle p=H\sin {(\omega t+\varphi )}+p_{m}}
unde:
{\displaystyle H\,} – presiunea maximă alternativă, în Pa;
{\displaystyle \varphi \,} – unghiul de defazaj, în radiani;
{\displaystyle p_{m}} – presiunea medie în conductă, în Pa.
Considerând relațiile de mai sus, presiunea minimă este:
{\displaystyle p_{min}=p_{m}-H\,}
iar cea maximă:
{\displaystyle p_{max}=p_{m}+H\,}
Dacă {\displaystyle p_{1}\,} este presiunea dintr-un punct oarecare, iar {\displaystyle p_{2}\,} presiunea din altul, atunci diferența este:
{\displaystyle h=p_{1}-p_{2}=H\sin {(\omega t+\varphi )}}
și reprezintă presiunea sonomotrice instantanee între punctele de presiune {\displaystyle p_{1}\,} și {\displaystyle p_{2}\,}.
Presiunea sonomotrice eficace va fi:
{\displaystyle H_{ef}={\frac {H}{\sqrt {2}}}}
Frecări
Într-o curgere alternativă într-o conductă frecarea apare atât la contactul cu pereții conductei, cât și în interiorul lichidului. În acest caz relația dintre presiunea sonomotrice instantanee și curent se poate scrie:
{\displaystyle h=Ri\,}
unde {\displaystyle R\,} – coeficientul de frecare, în kg.s/m5, care poate fi calculat cu relația:
{\displaystyle R=\epsilon {\frac {\rho lv_{ef}}{2g\,sd}}};
unde:
{\displaystyle \rho \,} – densitatea (masa volumică) a lichidului, în kg/m3;
{\displaystyle l\,} – este lungimea conductei, în m;
{\displaystyle g\,} – accelerația gravitațională, în m/s2;
{\displaystyle s\,} – secțiunea conductei, în m2;
{\displaystyle v_{ef}\,} – viteza eficace, în m/s;
{\displaystyle d\,} – diametrul interior alconductei, în m.
Pentru apă {\displaystyle \epsilon =200+{\frac {18}{\sqrt {v_{ef}d}}}}, expresie empirică, obținută prin măsurători.
Dacă se introduce {\displaystyle \epsilon \,} în formulă, se obține:
{\displaystyle R={\frac {\rho l}{gs}}{\big (}100{\frac {v_{ef}}{d}}+{\frac {9}{d}}{\sqrt {\frac {v_{ef}}{d}}}{\big )}}, unde, notând {\displaystyle 100{\frac {v_{ef}}{d}}+{\frac {9}{d}}{\sqrt {\frac {v_{ef}}{d}}}=k} rezultă expresia:
{\displaystyle R=k{\frac {\rho l}{gs}}}
Se observă că pentru aceeași valoare a lui {\displaystyle k\,} pentru conducte de diametre mai mari se obțin viteze eficace mai mari.
Pierderea de putere datorită frecărilor este:
{\displaystyle L_{f}={\frac {1}{T}}\int _{0}^{T}hi\,dt}, și introducând {\displaystyle h=Ri\,} se obține:
{\displaystyle L_{f}={\frac {1}{T}}\int _{0}^{T}Ri^{2}\,dt={\frac {R}{T}}\int _{0}^{T}i^{2}\,dt={\frac {RI^{2}}{2}}}
Deci:
{\displaystyle L_{f}={\frac {RI^{2}}{2}}={\frac {HI}{2}}=H_{ef}\cdot I_{ef}}
Capacități și condensatoare
Condensatoarele hidraulice sunt componente care modifică parametrii de curent, presiune sau fază a unei curgeri alternative. O componentă este formată de obicei dintr-un corp solid care împarte coloana de lichid. Acest corp este mobil, dar fixat elastic, astfel ca să poată transmite mișcarea lichidului. 

Exemplu de condensator

Legea lui Hooke pentru un resort:
În figură x este deplasarea, v este viteza, iar a accelerația.

Mișcare armonică

Principalul rol al unui condensator este de a contracara efectele inerției maselor în mișcare.
Coeficientul de capacitate sonică (în ce urmează, pe scurt capacitate) C a condensatorului format dintr-un piston cu secțiunea s, asupra căruia acționează presiunea lichidului și menținut în poziție de resorturi este dedus din relația:
{\displaystyle \Delta \delta =s\Delta x=C\Delta p\,}
unde:
{\displaystyle \Delta \delta \,} – variația volumului spațiului ocupat de lichid, în m3;
{\displaystyle \Delta x\,} – variația poziției longitudinale a pistonului, în m;
{\displaystyle \Delta p\,} – variația presiunii în lichid, în Pa.
Dacă pistonul este reținut de resort, acesta se opune la deplasarea pistonului cu o forță proporțională cu deplasarea:
{\displaystyle x=AF\,}
unde:
{\displaystyle A\,} – o constantă care depinde de arc, în m/N;
{\displaystyle F\,} – forța din arc, în N.
În condensator va fi:
{\displaystyle \Delta F=s\Delta p\,}
și:
{\displaystyle \Delta x=As\Delta p\,}
Din relațiile de mai sus rezultă capacitatea, în m5/N:
{\displaystyle C=As^{2}\,}
respectiv forța:
{\displaystyle F={\frac {x}{A}}={\frac {xs^{2}}{C}}}
Dimensionarea resorturilor elicoidale din sârmă cu secțiunea rotundă se face pe baza relației:
{\displaystyle {\frac {8}{\pi }}\cdot {\frac {D}{d^{3}}}F=\tau _{a}}
unde:
{\displaystyle D\,} – diametrul resortului, în m;
{\displaystyle d\,} – diametrul sârmei resortului, în m;
{\displaystyle \tau _{a}\,} – rezistența admisibilă la torsiune, în N/m2.
Din expresie rezultă diametrul sârmei:
{\displaystyle d={\sqrt[{3}]{{\frac {8}{\pi }}\cdot {\frac {FD}{\tau _{a}}}}}\approx {\sqrt[{3}]{\frac {FD}{0,4\tau _{a}}}}}

### Aplicațiile sonicității
- Mecanismul sincronizator utilizat pe avioane militare pentru a trage cu mitraliera printre palele elicei, fără a o deteriora.
- Cutia de viteze automată.
- Perforatorul sonic pentru piatră a fost una din primele aplicații concepute de Constantinescu. Acesta transmite capului de perforare vibrații de înaltă frecvență la rezonanță, ajustabile de utilizator în funcție de natura geologică a solului.
- Convertorul de cuplu (en) Constantinescu.[17] O aplicație a teoriei sonicității în mecanică, pentru transmiterea puterii prin vibrații. Puterea este transmisă de la motor la arborele de ieșire printr-un sistem de pârghii oscilante, utilizând inerția.
- Motorul sonic.